# Gaetano Borghi
Gaetano Borghi (Milano, 11 settembre 1917 – ...) è stato un militare italiano, decorato con la medaglia d'oro al valor militare a vivente nel corso della seconda guerra mondiale.

## Biografia
Nacque a Milano l'11 settembre 1917, figlio di Alfredo e Elvira Tolve.  Figlio di ufficiale, volle seguire la carriera militare e nel novembre 1936 venne ammesso a frequentare la Regia Accademia di Artiglieria e Genio di Torino da cui uscì con la nomina a sottotenente in servizio permanente effettivo nell'arma di artiglieria nel settembre 1938. Dopo aver frequentato il corso presso la Scuola di applicazione d'arma, il 1º luglio 1940, a guerra con Francia e Gran Bretagna già iniziata, fu assegnato al 3º Reggimento artiglieria celere, mobilitato. Promosso tenente nell'ottobre dello stesso anno, partì col reggimento per l'Africa Settentrionale Italiana, sbarcando a Tripoli il 7 febbraio 1941. Sottocomandante della 7ª Batteria del III Gruppo (dotato di pezzi da 75/27 Mod. 1911) partecipò alle operazioni per la difesa di Tobruk dal giugno al novembre dello stesso anno, ricevendo encomio dal Comando della 17ª Divisione fanteria "Pavia". Assunto il comando della batteria durante l'offensiva inglese del novembre-dicembre 1941, con il fuoco dei suoi pezzi contrastò duramente l'attacco nemico ad Ain en Gazala finché rimase ferito e fatto prigioniero di guerra sul campo di battaglia. Rientrò in Italia nel settembre 1944, dopo un lungo ricovero all'ospedale e fu promosso capitano con anzianità retrodatata all’ottobre 1942, venne posto in congedo assoluto nell'ottobre 1947. Laureatosi in ingegneria elettrotecnica al Politecnico di Milano nel 1947 esercitò la libera professione e fu titolare di uno Studio di progettazione e consulenze per impianti industriali.

### Fonti
1. ↑  Gruppo Medaglie d'Oro al Valore Militare 1965, p. 763.
2. 1 2 3 4 5 6  Combattenti Liberazione.
3. ↑  Gruppo Medaglie d'Oro al Valore Militare 1952, p. 9.
4. ↑   Medaglia d'oro al valor militare Borghi, Gaetano, su quirinale.it, Quirinale. URL consultato l'11 febbraio 2023.
5. ↑  Registrato alla Corte dei conti lì 27 novembre 1945,  guerra registro 11, foglio 371.